# Žeravé znamenie osudu
Žeravé znamenie osudu je v pořadí třetí studiové album vyšlo v roce 1988. Jedná se o komerčnější nejúspěšnější album Tublatanky, ale také o nejlepší album triumvirátu Ďurinda–Horváth–Černý. Album se tehdy nahrávalo v nejmodernějším digitálním studiu, což se odráží i na jeho zvuku. Skupina se skladatelsky i instrumentálně zdokonalovala a její texty zapadly do tehdejší atmosféry tušení konce socialismu. Žánrově je album ovlivněno metalovým boomem druhé poloviny osmdesátých let.
Album začíná skladbou „Prišiel môj čas“ která z úvodu přejde na tvrdé doomové tempo. Paľo Horváth dostává trochu větší prostor pro svůj vokál a druhá skladba s názvem „Stojím, padám“ je toho příkladem. Na albu je ještě jedna skladba interpretovaná sólově Horváthem a to „Prometeus“. Skladba „Pravda víťazí“ se stala nepsanou hymnou sametové revoluce a jedná se o jednu z nejtvrdších skladeb na albu. Album nabízí i dvě balady a to „Rock do civilu“ a „Láska, drž ma nad hladinou“. Na albu najdeme ještě skladby jako „Stúpam“, „Šlabikár III.“, „Žeravé znamenie osudu“ a na závěr „Môj starý dobrý kabát“.